# Newbury (Village)
Newbury ist ein Village in der Town Newbury im Orange County des Bundesstaates Vermont in den Vereinigten Staaten mit 447 Einwohnern (laut Volkszählung von 2020). Das Village Newbury liegt im Osten der Town Newbury, an einer weiträumigen, doppelten Schleife des Connecticut Rivers, direkt gegenüber von Haverhill in New Hampshire. Der Ort ist als village politisch und verwaltungstechnisch abhängig von der übergeordneten Town.

## Geschichte
Benning Wentworth vergab den Grant für Newbury am 18. März 1763 an General Jacob Bayley und 74 weitere. Der Grant von Newbury gehörte zu den New Hampshire Grants. Zeitgleich vergab Wentworth einen Grant auf der östlichen Seite an Moses Hazen und weitere. Die Namen der Towns wurden von beiden nach ihren ehemaligen, ebenfalls benachbarten Heimattowns in Massachusetts benannt: Newbury und Haverhill. Bayley und Hazen schlossen Freundschaft und arbeiteten bei verschiedenen Projekten zusammen, wie der Bayley–Hazen Military Road. Sie führte von Newbury bis nach Saint-Jean-sur-Richelieu, Québec und noch heute verlaufen moderne Straßen auf ihrer Trasse. Die Besiedlung von Newbury startete bereits 1762, die erste Familie, die sich in der Town niederließ, war die von Samuel Sleepner, einem Quaker, der später nach Bradford weiterzog. Im Oktober 1764 zog Bayley mit seiner Familie nach Newbury. Sie siedelten sich am Oxbow an. Organisiert wurde die Town bereits kurz nachdem die Besiedlung gestartet war.
Aus dem 1831 gegründeten Newbury Seminary, einer Schule der Methodistischen und Wesleyanischen Kirche, ging das Vermont College of Fine Arts hervor, und auch die Boston University wurde zunächst als methodistisches Seminar, das Newbury Biblical Institute, im Jahre 1839 in Newbury gegründet.
Teile des Ortszentrums sind seit 1983 in das National Register of Historic Places aufgenommen. Die Wildwood Hall wurde bereits 1978 eingetragen. Der Oxbow Historic District und der Newbury Village Historic District folgten 1983.

### Einwohnerentwicklung
| Jahr      | 1800 | 1810 | 1820 | 1830 | 1840 | 1850 | 1860 | 1870 | 1880 | 1890 |
| --------- | ---- | ---- | ---- | ---- | ---- | ---- | ---- | ---- | ---- | ---- |
| Einwohner |      |      |      |      |      |      |      |      |      |      |
| Jahr      | 1900 | 1910 | 1920 | 1930 | 1940 | 1950 | 1960 | 1970 | 1980 | 1990 |
| Einwohner |      | 412  |      |      |      |      |      | 344  | 425  | 412  |
| Jahr      | 2000 | 2010 | 2020 | 2030 | 2040 | 2050 | 2060 | 2070 | 2080 | 2090 |
| Einwohner | 396  | 365  | 447  |      |      |      |      |      |      |      |

Volkszählungsergebnisse Newbury Village, Vermont

## Persönlichkeiten

### Persönlichkeiten, die vor Ort gewirkt haben
- Jacob Bayley, (1726–1815) General im Amerikanischen Unabhängigkeitskriegs, Gründer von Newbury